# Calificările pentru Campionatul Mondial de Fotbal 2018 (OFC)
Etapa a treia a calificărilor confederației OFC pentru Campionatul Mondial de Fotbal 2018 au început pe 7 noiembrie 2016.

## Format
Un total de șase echipe au avansat din Cupa Oceaniei pe Națiuni 2016 și au fost trase la sorți în două grupe a câte  trei echipe. Câștigătoarea fiecărui grupe se va califica în marea finală, în care se va afla calificata din play-off-ul intre-confederații.

## Echipe calificate
| Group (Cupa Oceaniei pe Națiuni 2016) | Câștigători       | Locul doi        | Echipele de pe locul trei |
| ------------------------------------- | ----------------- | ---------------- | ------------------------- |
| A                                     | Papua Noua Guinee | Noua Caledonie   | Tahiti                    |
| B                                     | Noua Zeelandă     | Insulele Solomon | Fiji                      |

## Faza grupelor

### Grupa A
| Loc | Echipa             | MJ | V | E | Î | GM | GP | DG | Pct | Calificare                |
| --- | ------------------ | -- | - | - | - | -- | -- | -- | --- | ------------------------- |
| 1   | Noua Zeelandă (A)  | 4  | 3 | 1 | 0 | 6  | 0  | +6 | 10  | Avansează în marea finală |
| 2   | Noua Caledonie (E) | 4  | 1 | 2 | 1 | 4  | 5  | −1 | 5   |                           |
| 3   | Fiji (E)           | 4  | 0 | 1 | 3 | 3  | 8  | −5 | 1   |                           |

| Noua Zeelandă  | 2–0                        | Noua Caledonie |
| -------------- | -------------------------- | -------------- |
| Rojas 42', 72' | Report (FIFA) Report (OFC) |                |

| Noua Caledonie | 0–0                        | Noua Zeelandă |
| -------------- | -------------------------- | ------------- |
|                | Report (FIFA) Report (OFC) |               |

| Fiji | 0–2                        | Noua Zeelandă             |
| ---- | -------------------------- | ------------------------- |
|      | Report (FIFA) Report (OFC) | Wood 48' (pen.) Rojas 55' |

| Noua Zeelandă   | 2–0                        | Fiji |
| --------------- | -------------------------- | ---- |
| Thomas 27', 68' | Report (FIFA) Report (OFC) |      |

| Fiji                   | 2–2                        | Noua Caledonie  |
| ---------------------- | -------------------------- | --------------- |
| Waqa 45+2' Krishna 54' | Report (FIFA) Report (OFC) | Wawowe 13', 24' |

| Noua Caledonie            | 2–1                        | Fiji        |
| ------------------------- | -------------------------- | ----------- |
| Ounei 43' (pen.) Sele 73' | Report (FIFA) Report (OFC) | Saukuru 66' |

### Grupa B
| Loc | Echipa                | MJ | V | E | Î | GM | GP | DG | Pct | Calificare                |
| --- | --------------------- | -- | - | - | - | -- | -- | -- | --- | ------------------------- |
| 1   | Insulele Solomon (Q)  | 4  | 3 | 0 | 1 | 6  | 6  | 0  | 9   | Avansează în marea finală |
| 2   | Tahiti (E)            | 4  | 2 | 0 | 2 | 7  | 4  | +3 | 6   |                           |
| 3   | Papua Noua Guinee (E) | 4  | 1 | 0 | 3 | 6  | 9  | −3 | 3   |                           |

| Tahiti   | 3–0 La masa verde          | Insulele Solomon |
| -------- | -------------------------- | ---------------- |
| Keck 53' | Report (FIFA) Report (OFC) |                  |

| Insulele Solomon | 1–0                        | Tahiti |
| ---------------- | -------------------------- | ------ |
| Poila 90+2'      | Report (FIFA) Report (OFC) |        |

| Papua Noua Guinee | 1–3                        | Tahiti                          |
| ----------------- | -------------------------- | ------------------------------- |
| Dabingyaba 45+1'  | Report (FIFA) Report (OFC) | Graglia 59', 65' T. Tehau 90+3' |

| Tahiti     | 1–2                        | Papua Noua Guinee    |
| ---------- | -------------------------- | -------------------- |
| Keck 90+3' | Report (FIFA) Report (OFC) | Aisa 62' Gunemba 74' |

| Insulele Solomon                  | 3–2                        | Papua Noua Guinee   |
| --------------------------------- | -------------------------- | ------------------- |
| Kaua 12' Totori 37' Lea'alafa 74' | Report (FIFA) Report (OFC) | Foster 47' Aisa 61' |

| Papua Noua Guinee | 1–2                        | Insulele Solomon                |
| ----------------- | -------------------------- | ------------------------------- |
| Gunemba 18'       | Report (FIFA) Report (OFC) | Fa'arodo 33' (pen.) Donga 45+2' |

## Finala
Câștigătorul va avansa în play-off-ul intre-confederații. Meciurile vor avea loc pe 1 septembrie 2017-turul și 5 septembrie 2017-returul.
Echipe calificate
- Noua Zeelandă
- Insulele Solomon

Notă: Ordinea meciurilor va fi decisă
| Echipa #1     | Total | Echipa #2        | Tur | Retur |
| ------------- | ----- | ---------------- | --- | ----- |
| Noua Zeelandă | 8–3   | Insulele Solomon | 6–1 | 2–2   |

| Noua Zeelandă                                                  | 6–1                        | Insulele Solomon    |
| -------------------------------------------------------------- | -------------------------- | ------------------- |
| Wood 18', 36', 90+3' Barbarouses 39' Thomas 56' McGlinchey 81' | Report (FIFA) Report (OFC) | Fa'arodo 53' (pen.) |

| Insulele Solomon                         | 2–2                        | Noua Zeelandă               |
| ---------------------------------------- | -------------------------- | --------------------------- |
| Lea'alafa 28' (pen.) Fa'arodo 78' (pen.) | Report (FIFA) Report (OFC) | Bevan 14' Gagame 21' (aut.) |

## Marcatori
- A fost marcate 41 goluri în 14 meciuri.

4 goluri
- Chris Wood

3 goluri
- Marco Rojas
- Ryan Thomas
- Henry Fa'arodo

2 goluri
- Mone Wawowe
- Patrick Aisa
- Raymond Gunemba
- Micah Lea'alafa
- Sylvain Graglia
- Tauhiti Keck

1 gol
- Roy Krishna
- Epeli Saukuru
- Saula Waqa
- Emile Ounei
- Richard Sele
- Kosta Barbarouses
- Myer Bevan
- Michael McGlinchey
- Nigel Dabinyaba
- Michael Foster
- Jerry Donga
- Atkin Kaua
- Emmanuel Poila
- Benjamin Totori
- Teaonui Tehau

1 autogol
- Haddis Gagame (Jucând contra Noii Zeelande)

## Lincuri externe
- Official FIFA World Cup website
  - Qualifiers – Oceania: Round 3 Arhivat în 26 martie 2016, la Wayback Machine., FIFA.com
- 2018 WCQ Stage 3, oceaniafootball.com